# Yuriy Krivtsov
Yuriy Krivtsov (ukránul: Юрій Крівцов) (Pervomajszk, Mikolajivi terület,     1979. február 7. –) francia-ukrán kettős állampolgárságú profi kerékpáros.
2012-ben visszavonult a versenyzéstől.

## Eredményei
| 1998 2., Ukrán országúti bajnokság - Időfutam-bajnokság 2000 2. - GP de la Tomate 6., Ukrán országúti bajnokság - Időfutam-bajnokság 2001 3., Ukrán országúti bajnokság - Időfutam-bajnokság 4. - Duo Normand 2002 1. - Prix des Blés d'Or 3., összetettben - Bayern-Rundfahrt 3. - GP des Nations 4., Ukrán országúti bajnokság - Időfutam-bajnokság 7. - Chrono des Herbiers 8. - Berner Rundfahrt 8. - Ukrán országúti bajnokság - Mezőnyverseny 2003 1., 2. szakasz - Tour de Romandie 1., 5. szakasz - Tour de l'Avenir 3., Ukrán országúti bajnokság - Időfutam-bajnokság 5., Ukrán országúti bajnokság - Mezőnyverseny 5. - Classic Loire Atlantique 10. - Chrono des Herbiers 2004 1., Ukrán országúti bajnokság - Időfutam-bajnokság 4. - Chrono des Herbiers 7. - GP des Nations | 2005 2. - Duo Normand 4. - Chrono Champenois 6. - Chrono des Herbiers 9., összetettben - Tour de Luxembourg 2006 2., Ukrán országúti bajnokság - Időfutam-bajnokság 6. - Chrono des Nations - Les Herbiers 2007 4. - Chrono des Nations - Les Herbiers 5., Ukrán országúti bajnokság - Időfutam-bajnokság 2008 4. - Omloop Het Volk 5., Ukrán országúti bajnokság - Időfutam-bajnokság 2009 3. - Chrono des Nations - Les Herbiers 7., összetettben - Driedaagse van West-Vlaanderen 2010 2., Ukrán országúti bajnokság - Időfutam-bajnokság 6. - Duo Normand 9. - Chrono des Nations - Les Herbiers |

## Grand Tour eredményei
| Grand Tour | 2003 | 2004 | 2005 | 2006 | 2007 | 2008 | 2009 | 2010 | 2011 |
| ---------- | ---- | ---- | ---- | ---- | ---- | ---- | ---- | ---- | ---- |
| Giro       | -    | -    | -    | 114. | 71.  | 107. | 116. | 83.  | 119. |
| Tour       | 85.  | 95.  | 90.  | -    | -    | -    | -    | -    | -    |
| Vuelta     | -    | -    | -    | -    | 48.  | -    | -    | -    |      |